# Currents (banda)
Currents es una banda Metalcore / Djent con sede en Fairfield, Connecticut, Estados Unidos formada en el año 2009.

## Historia
La banda fue fundada en 2009 en Fairfield y la formación original estuvo compuesta por el vocalista Brian Wille, el guitarrista Ryan Castaldi y Chris Wiseman, el bajista Dee Cronkite y el baterista Jeff Brown.
En enero de 2013, lanzaron el EP debut Victimized con cinco canción. Dos años más tarde, el 23 de enero de 2015, el lanzamiento del álbum debut Life - Lost , en el que Ricky Armellino de This or the Apocalypse como músico invitado, también siguió la producción interna. A principios de marzo de 2017, la banda fue firmada por el sello independiente estadounidense SharpTone Records. Sobre SharpTone Records fue el segundo álbum de la banda, el 16 de junio del mismo año The Place I Feel Safest fue publicado.
A principios de este año, 2018, la banda tocó su primera gira europea como teloneros de Miss May I . Entre el 3 y 25 de mayo de 2018, la banda fue invitada como apoyo de Born of Osiris por los Estados Unidos.

## Miembros
Miembros actuales
- Brian Wille — Voz (2015-presente)
- Chris Wiseman — Guitarra (-presente)
- Ryan Castaldi — Guitarra (2014-presente)
- Dee Cronkite — Bajo (2014-presente)

Miembros anteriores
- Mitch Luboglio — Guitarra
- Tim Marzik — Guitarra
- Karl Kohler — Bajo (-2014)
- Chris Segovia — Bajo (-2014)
- Jeff Brown — Batería (-2018)

## Discografía
Álbumes de estudio
- 2015: Life – Lost (Producción propia)
- 2017: The Place I Feel Safest (SharpTone Records)
- 2018: I Let the Devil In (SharpTone Records)
- 2020: The Way It Ends (SharpTone Records)
- 2023: The Death We Seek (SharpTone Records)

EP
- 2013: Victimized (Producción propia)
- 2018: I Let the Devil In (SharpTone Records)

## Videografía
| Año  | Canción               | Álbum                   |
| ---- | --------------------- | ----------------------- |
| 2013 | "Hanging By A Thread" | Victimized              |
| 2014 | "Anneliese"           | Victimized              |
| 2017 | "Apnea""              | The Place I Feel Safest |
| 2017 | "Night Terrors"       | The Place I Feel Safest |
| 2017 | "Withered"            | The Place I Feel Safest |
| 2018 | "Delusion"            | The Place I Feel Safest |
| 2018 | "Into Despair"        | I Let the Devil In      |
| 2018 | "Forever Marked"      | I Let the Devil In      |

## Proyectos musicales
El guitarrista Chris Wiseman fue cofundador de la banda Deathcore inspirada en Halo, Shadow of Intent, donde también toca la guitarra eléctrica y es un cantante de fondo. Con Shadow of Intent lanzó un EP y dos álbumes de estudio.